# Seznam jezer v Západních Tatrách
Jezera v Západních Tatrách jsou převážně ledovcového původu. Na Slovensku jsou označovaná slovem pleso nebo pliesko a v Polsku slovem staw nebo stawek, popř. oko.

## Podle velikosti
Jezera v Západních Tatrách zachycuje následující tabulka.
| jezero                                               | údolí                   | země      | rozloha (ha) | délka (m) | šířka (m) | m. hl. (m) | objem (m³) | n. v. (m) | Souřadnice                       |
| ---------------------------------------------------- | ----------------------- | --------- | ------------ | --------- | --------- | ---------- | ---------- | --------- | -------------------------------- |
| Velké Roháčské pleso                                 | Roháčská dolina         | Slovensko | 2,2250       | 198       | 140       | 7,7        | 77 063     | 1 562     | 49°12′23″ s. š., 19°44′38″ v. d. |
| Čtvrté Roháčské pleso                                | Roháčská dolina         | Slovensko | 1,4400       | 214       | 104       | 8,2        | 46 067     | 1 719     | 49°12′22″ s. š., 19°44′09″ v. d. |
| Suché a Nižné Račkovo pleso                          | Račkova dolina          | Slovensko | 1,1840       | 170       | 120       | 1,7        | 5 624      | 1 697     | 49°11′56″ s. š., 19°48′23″ v. d. |
| Nižné Jamnícke pleso                                 | Jamnícka dolina         | Slovensko | 1,1315       | 178       | 95        | 8,2        | 25 180     | 1 732     | 49°12′10″ s. š., 19°46′12″ v. d. |
| Vyšné Bystré pleso                                   | Bystrá dolina           | Slovensko | 0,8715       | 140       | 85        | 12,5       | 36 118     | 1 879     | 49°10′58″ s. š., 19°50′32″ v. d. |
| Smreczyński Staw                                     | Pyszniańska dolina      | Polsko    | 0,7520       | 112       | 99        | 5,3        | 13 540     | 1 226     | 49°13′20″ s. š., 19°51′49″ v. d. |
| Vyšné Račkovo pleso                                  | Račkova dolina          | Slovensko | 0,7425       | 127       | 83        | 12,3       | 27 058     | 1 697     | 49°11′59″ s. š., 19°48′17″ v. d. |
| Nižné Račkovo pleso                                  | Račkova dolina          | Slovensko | 0,6700       | 140       | 80        | 1,2        | —          | 1 697     | 49°11′58″ s. š., 19°48′23″ v. d. |
| Suché Račkovo pleso                                  | Račkova dolina          | Slovensko | 0,6700       | 128       | 68        | —          | —          | 1 697     | 49°11′55″ s. š., 19°48′22″ v. d. |
| Toporowy Staw Niżni                                  | Dolina Suchej Wody      | Polsko    | 0,6170       | 186       | 51        | 5,7        | 11 700     | 1 089     | 49°17′00″ s. š., 20°01′51″ v. d. |
| Třetí Roháčské pleso                                 | Roháčská dolina         | Slovensko | 0,5800       | 123       | 64        | 3,1        | 8 169      | 1 652     | 49°12′32″ s. š., 19°44′14″ v. d. |
| Vyšné Jamnícke pleso                                 | Jamnícka dolina         | Slovensko | 0,4095       | 110       | 58        | 3,6        | 5 406      | 1 839     | 49°12′09″ s. š., 19°45′48″ v. d. |
| Anitino očko                                         | Bystrá dolina           | Slovensko | 0,3505       | 119       | 53        | 4,3        | 4 744      | 1 854     | 49°10′46″ s. š., 19°50′13″ v. d. |
| Pleso pod Zverovkou                                  | Roháčská dolina         | Slovensko | 0,3055       | 82        | 52        | 4,3        | 5 429      | 973       | 49°15′12″ s. š., 19°42′04″ v. d. |
| Ťatliakovo pleso                                     | Roháčská dolina         | Slovensko | 0,2795       | 70        | 55        | 1,2        | 1 089      | 1 330     | 49°12′46″ s. š., 19°44′54″ v. d. |
| Dlhé Bystré pleso                                    | Bystrá dolina           | Slovensko | 0,2595       | 90        | 35        | 4,2        | 4 485      | 1 879     | 49°10′55″ s. š., 19°50′35″ v. d. |
| Nižné Bystré pleso                                   | Bystrá dolina           | Slovensko | 0,2320       | 80        | 38        | 0,5        | —          | 1 837     | 49°10′41″ s. š., 19°50′41″ v. d. |
| Druhé Roháčské pleso                                 | Roháčská dolina         | Slovensko | 0,2140       | 80        | 34        | 1,3        | 1 092      | 1 648     | 49°12′31″ s. š., 19°44′19″ v. d. |
| Vyšné Tomanovské pleso                               | Tomanovská dolina       | Slovensko | 0,1925       | 62        | 41        | 1,7        | 1 234      | 1 597     | 49°13′03″ s. š., 19°54′37″ v. d. |
| Žiarske pleso                                        | Žiarska dolina          | Slovensko | 0,1135       | 45        | 37        | 0,9        | 405        | 1 833     | 49°11′31″ s. š., 19°44′50″ v. d. |
| Biele Bobrovecké pliesko                             | Bobrovecká dolina       | Slovensko | 0,0995       | 77        | 21        | 1,2        | 475        | 1 503     | 49°13′07″ s. š., 19°39′21″ v. d. |
| Nižné Tomanovské pleso                               | Tomanovská dolina       | Slovensko | 0,0945       | 40        | 29        | 0,9        | 284        | 1 592     | 49°13′08″ s. š., 19°54′26″ v. d. |
| Plačlivé pliesko                                     | Jamnícka dolina         | Slovensko | 0,0784       | 50        | 25        | —          | —          | 1 787     | 49°11′39″ s. š., 19°45′22″ v. d. |
| Jezioro                                              | Dolina Suchej Wody      | Polsko    | 0,0590       | 28        | 23        | —          | —          | 990       | 49°17′20″ s. š., 20°02′13″ v. d. |
| Niżni Siwy Stawek                                    | Pyszniańska dolina      | Polsko    | 0,0460       | 32        | 21        | 1,8        | —          | 1 716     | 49°12′16″ s. š., 19°50′08″ v. d. |
| Wyżni Siwy Stawek                                    | Pyszniańska dolina      | Polsko    | 0,0370       | 29        | 20        | 1,0        | —          | 1 718     | 49°12′15″ s. š., 19°50′06″ v. d. |
| malé pleso u Prvního Roháčského plesa                | Roháčská dolina         | Slovensko | 0,0330       | 28        | 10        | —          | —          | 1 563     | 49°12′21″ s. š., 19°44′42″ v. d. |
| Toporowy Staw Wyżni                                  | Dolina Suchej Wody      | Polsko    | 0,0300       | 30        | 16        | 1,1        | —          | 1 120     | 49°16′46″ s. š., 20°01′47″ v. d. |
| Čierne Račkovo pliesko                               | Račkova dolina          | Slovensko | 0,0280       | 21        | 18        | 1,0        | —          | 1 697     | 49°11′46″ s. š., 19°48′35″ v. d. |
| Malé Tomanovské pleso                                | Tomanovská dolina       | Slovensko | 0,0272       | 36        | 18        | 1,0        | 90         | 1 617     | 49°13′04″ s. š., 19°54′31″ v. d. |
| Zelené pleso pod Predným Zeleným                     | Roháčska dolina         | Slovensko | 0,0270       | 37        | 13        | 2,1        | 162        | 1 472     | 49°12′36″ s. š., 19°43′39″ v. d. |
| Kasprowy Stawek                                      | Kasprowa dolina         | Polsko    | 0,0250       | 18        | 13        | 1,0        | —          | 1 290     | 49°15′02″ s. š., 19°58′49″ v. d. |
| Malé Bystré pleso                                    | Bystrá dolina           | Slovensko | 0,0205       | 16        | 10        | 0,8        | 66         | 1 878     | 49°10′57″ s. š., 19°50′36″ v. d. |
| Čierne Bobrovecké pliesko                            | Bobrovecká dolina       | Slovensko | 0,0100       | 11        | 11        | —          | —          | 1 400     | 49°12′45″ s. š., 19°39′12″ v. d. |
| severní Gáborove pleso                               | Gáborova dolina         | Slovensko | 0,0080       | 15        | 7         | —          | —          | 1 868     | 49°11′56″ s. š., 19°49′43″ v. d. |
| pliesko v údolí Račkova potoka                       | Račkova dolina          | Slovensko | 0,0074       | 11        | 9         | —          | —          | 1 680     | 49°11′51″ s. š., 19°48′29″ v. d. |
| západní Gáborove pleso                               | Gáborova dolina         | Slovensko | 0,0071       | 11        | 8         | —          | —          | 1 862     | 49°11′53″ s. š., 19°49′49″ v. d. |
| Malé Bobrovecké pliesko                              | Bobrovecká dolina       | Slovensko | 0,0060       | —         | —         | —          | —          | 1 450     | 49°12′55″ s. š., 19°39′10″ v. d. |
| Žiarske pleso u Žiarske chaty                        | Žiarska dolina          | Slovensko | 0,0059       | 8         | 7         | —          | —          | 1 285     | 49°10′52″ s. š., 19°43′05″ v. d. |
| malé pleso u Plačlivého plieska                      | Jamnícka dolina         | Slovensko | 0,0058       | 10        | 9         | —          | —          | 1 790     | 49°11′36″ s. š., 19°45′19″ v. d. |
| Tomanovské oko                                       | Tomanovská dolina       | Slovensko | 0,0057       | 8         | 7         | —          | —          | 1 615     | 49°13′05″ s. š., 19°54′29″ v. d. |
| Hlinské oko                                          | dolina Hlina            | Slovensko | 0,0041       | 8         | 8         | —          | —          | 1 624     | 49°11′49″ s. š., 19°52′56″ v. d. |
| očko u turistické značky nad Račkovými plesy (dolní) | Račkova dolina          | Slovensko | 0,0028       | 6         | 6         | —          | —          | 1 707     | 49°11′55″ s. š., 19°48′33″ v. d. |
| Žiarske pleso v Jamníckej doline                     | Jamnícka dolina         | Slovensko | 0,0026       | 12        | 3         | —          | —          | 1 840     | 49°11′34″ s. š., 19°45′14″ v. d. |
| prostřední Gáborove pleso                            | Gáborova dolina         | Slovensko | 0,0024       | 8         | 4         | —          | —          | 1 862     | 49°11′55″ s. š., 19°49′46″ v. d. |
| východní Gáborove pleso                              | Gáborova dolina         | Slovensko | 0,0023       | 6         | 5         | —          | —          | 1 873     | 49°11′57″ s. š., 19°49′36″ v. d. |
| očko u turistické značky nad Račkovými plesy (horní) | Račkova dolina          | Slovensko | 0,0022       | 7         | 4         | —          | —          | 1 717     | 49°11′56″ s. š., 19°48′33″ v. d. |
| Babkové pliesko                                      | Huňová dolina           | Slovensko | 0,0016       | 6         | 4         | —          | —          | 1 454     | 49°10′55″ s. š., 19°37′22″ v. d. |
| Kosowinowe Oczko                                     | Pyszniańska dolina      | Polsko    | 0,0015       | 7         | 2         | 0,6        | —          | 1 528     | 49°12′07″ s. š., 19°50′49″ v. d. |
| malé Gáborove pleso                                  | Gáborova dolina         | Slovensko | 0,0011       | 4         | 4         | —          | —          | 1 866     | 49°11′56″ s. š., 19°49′42″ v. d. |
| pliesko u Čierneho Račkova plieska                   | Račkova dolina          | Slovensko | 0,0012       | 6         | 2         | —          | —          | 1 676     | 49°11′45″ s. š., 19°48′37″ v. d. |
| Dudowy Stawek I                                      | Starorobociańska dolina | Polsko    | —            | —         | —         | —          | —          | 1 675     | 49°12′43″ s. š., 19°48′41″ v. d. |
| Dudowy Stawek II                                     | Starorobociańska dolina | Polsko    | —            | —         | —         | —          | —          | 1 675     | 49°12′43″ s. š., 19°48′42″ v. d. |
| Dudowy Stawek III                                    | Starorobociańska dolina | Polsko    | —            | —         | —         | —          | —          | 1 675     | 49°12′43″ s. š., 19°48′43″ v. d. |
| Dudowy Stawek IV                                     | Starorobociańska dolina | Polsko    | —            | —         | —         | —          | —          | 1 675     | 49°12′43″ s. š., 19°48′46″ v. d. |
| Siwe Oczko                                           | Pyszniańska dolina      | Polsko    | —            | —         | —         | —          | —          | 1 772     | 49°12′12″ s. š., 19°49′56″ v. d. |
| Dudowy Stawek V                                      | Starorobociańska dolina | Polsko    | —            | 12        | —         | —          | —          | 1 690     | 49°12′41″ s. š., 19°48′45″ v. d. |
| Zelené pliesko ve Spálené dolině                     | Roháčska dolina         | Slovensko | —            | —         | —         | —          | —          | 1 495     | 49°12′37″ s. š., 19°43′36″ v. d. |
| Maturowy Stawek                                      | Lejowa dolina           | Polsko    | —            | —         | —         | —          | —          | 1 380     | 49°14′49″ s. š., 19°51′04″ v. d. |